# 第35回グラミー賞
第35回グラミー賞（35th Grammy Awards）は1993年2月24日にロサンゼルスのシュライン・オーディトリアムで開催された。

## 概要
エリック・クラプトンが主要4部門中3部門を独占したことで知られる。

## 主要部門受賞者
当節の記述のうち、特記していない項目の出典はである。

### 主要4部門
年間最優秀レコード賞
- "ティアーズ・イン・ヘヴン（Tears In Heaven）"  - エリック・クラプトン（『アンプラグド〜アコースティック・クラプトン（Unplugged）』所収）

年間最優秀アルバム賞
- 『アンプラグド〜アコースティック・クラプトン（Unplugged）』 - エリック・クラプトン

年間最優秀楽曲賞
- "ティアーズ・イン・ヘヴン（Tears In Heaven）" - エリック・クラプトン＆ウィル・ジェニングス（英語版）（ソングライター）（『アンプラグド〜アコースティック・クラプトン（Unplugged）』所収）

最優秀新人賞
- アレステッド・ディベロップメント
- ビリー・レイ・サイラス
- Sophie B. Hawkins
- クリス・クロス
- ジョン・セカダ

### ポップ
最優秀ポップ・ボーカル・パフォーマンス（女性）
- "Constant Craving" - k.d.ラング（『アンジャニュウ（Ingénue）』所収）

最優秀ポップ・ボーカル・パフォーマンス（男性）
- "ティアーズ・イン・ヘヴン（Tears In Heaven）" - エリック・クラプトン（『ラッシュ（Rush）』所収）

最優秀ポップ・パフォーマンス（デュオもしくはグループ）
- "ビューティー・アンド・ザ・ビースト〜美女と野獣（Beauty And The Beast）" - セリーヌ・ディオン＆ピーボ・ブライソン

最優秀ポップ・インストゥルメンタル・パフォーマンス
- "ビューティー・アンド・ザ・ビースト〜美女と野獣（Beauty And The Beast）" - リチャード・S・コーフマン（英語版）（指揮者）

### トラディショナル・ポップ
最優秀トラディッショナル・ポップ・ボーカル・パフォーマンス
- 『パーフェクトリー・フランク（Perfectly Frank）』 - トニー・ベネット

### ロック
最優秀ロック・ボーカル・パフォーマンス（女性）
- "Ain't It Heavy" - メリッサ・エスリッジ（英語版）（『ネヴァー・イナフ（Never Enough）』所収）

最優秀ロック・ボーカル・パフォーマンス（男性）
- 『アンプラグド（Unplugged）』 - エリック・クラプトン

最優秀ロック・パフォーマンス（デュオもしくはグループ）
- 『アクトン・ベイビー（Achtung Baby）』 - U2

最優秀ロック・インストゥルメンタル・パフォーマンス
- "Little Wing" - スティーヴィー・レイ・ヴォーン＆ダブル・トラブル（『ザ・スカイ・イズ・クライング （The Sky Is Crying）』所収）

最優秀ハードロック・パフォーマンス
- "ギヴ・イット・アウェイ（Give It Away）" - レッド・ホット・チリ・ペッパーズ（『ブラッド・シュガー・セックス・マジック（Blood Sugar Sex Magik）』所収）

最優秀メタル・パフォーマンス
- "Wish" - ナイン・インチ・ネイルズ（EP『ブロークン（Broken）』所収）

最優秀ロック・ソング
- "いとしのレイラ（Layla）" - エリック・クラプトン＆ジム・ゴードン

### オルタナティヴ
最優秀オルタナティヴ・ミュージック・アルバム
- 『ボーン・マシーン（Bone Machine）』 - トム・ウェイツ
- 『グッド・スタッフ（Good Stuff）』 - B-52's
- 『ウィッシュ（Wish）』 - ザ・キュアー
- 『Your Arsenal』 - Morrissey
- 『ノンサッチ（Nonsuch）』 - XTC

### R&B
最優秀R&Bボーカル・パフォーマンス（女性）
- 『ウーマン・アイ・アム （The Woman I Am）』 - チャカ・カーン

最優秀R&Bボーカル・パフォーマンス（男性）
- 『ヘヴン・アンド・アース（Heaven and Earth）』 - アル・ジャロウ

最優秀R&Bパフォーマンス（デュオもしくはグループ）
- "End of the Road" - ボーイズIIメン（『Cooleyhighharmony』所収）

最優秀R&Bインストゥルメンタル・パフォーマンス
- 『ドゥー・バップ（Doo-Bop）』 - マイルス・デイヴィス

最優秀R&Bソング
- ボーイズIIメン "End of the Road" - ベイビーフェイス、L・A・リード（英語版）、ダリル・シモンズ（ソングライター）（『Cooleyhighharmony』所収）

### ラップ
最優秀ラップ・ソロ・パフォーマンス
- "Baby Got Back" - サー・ミックス・ア・ロット（英語版）（『喝！（Mack Daddy）』所収）

最優秀ラップ・パフォーマンス（デュオもしくはグループ）
- "Tennessee" - アレステッド・ディベロップメント（『3 Years, 5 Months and 2 Days in the Life Of...』所収）

### カントリー
最優秀カントリー・ボーカル・パフォーマンス（女性）
- "I Feel Lucky" - メアリー・チェーピン・カーペンター（『Come On Come On』所収）

最優秀カントリー・ボーカル・パフォーマンス（男性）
- "I Still Believe in You" - ヴィンス・ギル（『I Still Believe in You』所収）

最優秀カントリー・パフォーマンス（デュオもしくはグループ）
- "Emmylou Harris & the Nash Ramblers at the Ryman" - エミルー・ハリス＆ナッシュ・ランブラーズ

最優秀カントリー・ボーカル・コラボレーション
- 『The Whiskey Ain't Workin'』 - マーティ・スチュアート（英語版）＆トラビス・トリット（英語版）

最優秀カントリー・インストゥルメンタル・パフォーマンス
- 『Sneakin' Around』 - チェット・アトキンス＆ジェリー・リード（英語版）

最優秀カントリー・ソング
- "I Still Believe in You" - John Barlow Jarvis＆ヴィンス・ギル（ソングライター）。performed by ヴィンス・ギル（『I Still Believe in You』所収）

最優秀ブルーグラス・アルバム
- 『Every Time You Say Goodbye』 - アリソン・クラウス＆ユニオン・ステーション

### ニューエイジ
最優秀ニューエイジ・アルバム
- 『シェパード・ムーン（Shepherd Moons）』 - エンヤ

### ジャズ
最優秀ジャズ・インストゥメンタル・ソロ
- "Lush Life" - ジョー・ヘンダーソン（『ラッシュ・ライフ（Lush Life: The Music of Billy Strayhorn）』所収）

最優秀ジャズ・インストゥメンタル・パフォーマンス（個人もしくはグループ）
- 『ブルース・ウォーク（I Heard You Twice the First Time）』 - ブランフォード・マルサリス

最優秀ラージ・ジャズ・アンサンブル・パフォーマンス
- 『ターニング・ポイント（The Turning Point）』 - マッコイ・タイナー

最優秀ジャズ・ボーカル・パフォーマンス
- "Round Midnight" - ボビー・マクファーリン（ボビー・マクファーリン＆チック・コリア『スペイン／ボビー・マクファーリン＆チック・コリア・スーパー・コンサート（Play）』所収）

最優秀コンテンポラリー・ジャズ・パフォーマンス
- 『シークレット・ストーリー（Secret Story）』 - パット・メセニー

### ゴスペル
最優秀ポップ・ゴスペル・アルバム
- 『The Great Adventure』 - Steven Curtis Chapman

最優秀ロック／コンテンポラリー・ゴスペル・アルバム
- 『Under Their Influence』 - Russ Taff

最優秀トラディショナル・ソウル・ゴスペル・アルバム
- 『Pray For Me』 - Mighty Clouds of Joy

最優秀コンテンポラリー・ソウル・ゴスペル・アルバム
- 『Different Lifestyles』 - BeBe Winans＆CeCe Winans

最優秀サザン、カントリーもしくはブルーグラス・ゴスペル・アルバム
- 『Homecoming』 - The Gaither Vocal Band

最優秀ゴスペル・アルバム（クワイアもしくはコーラス）
- サウンズ・オブ・ブラックネス『The Evolution of Gospel』 - Gary Hines（クワイア・ディレクター）

### ラテン
最優秀ラテン・ポップ・アルバム
- 『Otro Día Más Sin Verte』 - ジョン・セカダ

最優秀トロピカル・ラテン・ポップ・アルバム
- 『Frenesí』 - リンダ・ロンシュタット

最優秀メキシカン－アメリカン・アルバム
- 『Mas Canciones』 - リンダ・ロンシュタット

### ブルース
最優秀トラディショナル・ブルース・アルバム
- 『ゴーイン・バック・トゥ・ニューオーリンズ（Goin' Back to New Orleans）』 - ドクター・ジョン

最優秀コンテンポラリー・ブルース・アルバム
- 『ザ・スカイ・イズ・クライング（The Sky Is Crying）』 - スティーヴィー・レイ・ヴォーン＆ダブル・トラブル

### フォーク
最優秀トラディショナル・フォーク・アルバム
- 『An Irish Evening - Live at the Grand Opera House, Belfast』 - チーフタンズ

最優秀コンテンポラリー・フォーク・アルバム
- 『アナザー・カントリー（Another Country）』 - チーフタンズ

### レゲエ
最優秀レゲエ・アルバム
- 『エクストラ・ネイキッド（X-tra Naked）』 - シャバ・ランクス（英語版）

### ポルカ
最優秀ポルカ・アルバム
- 『35th Anniversary』 - ウォルター・オスタネク（英語版）

### ワールドミュージック
最優秀ワールドミュージック・アルバム
- 『ブラジレイロ（Brasileiro）』 - セルジオ・メンデス

### チルドレンズ
最優秀アルバム（子供向け）
- Various Artists『美女と野獣：オリジナル･サウンドトラック（Beauty and the Beast: Original Motion Picture Soundtrack）』 - アラン・メンケン、ハワード・アッシュマン（ソングライター）

### スポークン
最優秀スポークン・ワードもしくは非ミュージカル・アルバム
- 『マジック・ジョンソンのエイズにかからない方法（What You Can Do to Avoid AIDS）』 - マジック・ジョンソン、Robert O'Keefe

### ミュージカル・ショー
最優秀ミュージカル・ショー・アルバム
- The New Broadway cast『ガイズ&ドールズ（Guys and Dolls - The New Broadway Cast Recording）』 - Jay David Saks（プロデューサー）

### 作曲・編曲
最優秀インストゥルメンタル作曲
- "Harlem Renaissance Suite" - ベニー・カーター（作曲者）（『Harlem Renaissance』所収）

最優秀楽曲（映画もしくはテレビ向け）
- ピーボ・ブライソン、セリーヌ・ディオンら（歌唱）『[美女と野獣：オリジナル・サウンドトラック（Beauty and the Beast：Original Motion Picture Soundtrack）』 - ハワード・アッシュマン、アラン・メンケン（ソングライター）

最優秀インストゥルメンタル作曲（映画もしくはテレビ向け）
- Various Artists『美女と野獣：オリジナル・サウンドトラック（Beauty and the Beast：Original Motion Picture Soundtrack）』 - アラン・メンケン（作曲者）

最優秀インストゥルメンタル編曲
- ロブ・マッコーネル＆The Boss Brass "ストライク･アップ・ザ･バンド（Strike Up the Band）" - ロブ・マッコーネル（英語版）（編曲者）（『Brassy & Sassy』所収）

最優秀インストゥルメンタル編曲（ボーカルあり）
- シャーリー・ホーン『ヒアズ・トゥ・ライフ（Here's to Life）』 - ジョニー・マンデル（編曲者）

### パッケージングおよびノーツ
最優秀アルバム・パッケージ
- ポーラ・アブドゥル『スペルバウンド（Spellbound）』 - Melanie Nissen（アート・ディレクター）

最優秀アルバム・ノーツ
- アレサ・フランクリン『Queen of Soul - The Atlantic Recordings』 - アーメット・アーティガン、アリフ・マーディン、Dave Marsh、David Ritz、Jerry Wexler、Thulani Davis、トム・ダウド（アルバム・ノーツ・ライター）

### ヒストリカル
最優秀ヒストリカル・アルバム
- ナット・キング・コール・トリオ『The Complete Capitol Recordings of The Nat "King" Cole Trio』 - マイケル・カスクーナ（プロデューサー）

### 制作・エンジニアリング
最優秀エンジニアド・アルバム（非クラシカル）
- マイケル・ジャクソン『デンジャラス（Dangerous）』 - ブルース・スウェディーン（英語版）、テディー・ライリー（エンジニア）

最優秀エンジニアド・アルバム（クラシカル）
- ゲオルク・ショルティ（指揮者）、ウィーン・フィルハーモニー管弦楽団 『R.シュトラウス：歌劇「影のない女」（Die Frau Ohne Schatten）』 - James Lock、John Pellowe、Jonathan Stokes、Philip Siney（エンジニア）

プロデューサー・オブ・ザ・イヤー（非クラシカル）
- ブライアン・イーノ＆ダニエル・ラノワ
- ベイビーフェイス＆L・A・リード（英語版）

クラシカル・プロデューサー・オブ・ザ・イヤー
- マイケル・フィン（英語版）

### ミュージック・ビデオ
最優秀ミュージック・ビデオ（短編）
- ピーター・ガブリエル　"この夢の果て（Digging in the Dirt）" - ジョン・ダウナー（ビデオ・ディレクター、ビデオ・プロデューサー）

最優秀ミュージック・ビデオ（長編）
- アニー・レノックス『ディーバ （Diva）』 - Rob Small（ビデオ・プロデューサー）。ソフィー・ミュラー（ビデオ・ディレクター）。

### 特別賞
ミュージケアーズ・パーソン・オブ・ザ・イヤー
- ナタリー・コール

グラミー・レジェンド賞 (Grammy Legend Award)
- マイケル・ジャクソン